# 11人のカウボーイ
『11人のカウボーイ』（The Cowboys）は、1971年にワーナー・ブラザースによって製作公開されたアメリカ合衆国の西部劇映画。
ウィリアム・デール・ジェニングスによる1971年の同名小説に基づく。脚本はジェニングスに加えて、アーヴィング・ラヴェッチ、ハリエット・フランク・Jr.、監督マーク・ライデル。

## 概要
頑固一徹な老カウボーイと、牛追い（キャトル・ドライブ）のために雇われた少年達の心の交流を描いた作品。我が子とのつながりが上手く持てなかった男が、孫ほども年の離れた少年達に、西部の男の生き様を伝えていく。主演であり、タフなヒーローとして認知されているジョン・ウェインが映画途中（終了を20分も残して）で悪役に殺されてしまうという、珍しい展開の作品である。
ジョン・ウェインが殺される作品としては、彼の遺作となった『ラスト・シューティスト』(The Shootist)がある。

## あらすじ
牧場主　ウィル・アンダーセン（ジョン・ウェイン）は、1500頭の牛を400マイル離れたベルフーシュの町まで運ぼうとしていたが、おりしも近くのルビー川で砂金が発見され、雇う予定のカウボーイは、みな重労働の牛追いの仕事を断わってしまう。
協力してくれる者を探したが誰もおらず、友人のアンス・ピーターソンからは、まだ学校に通う少年達を雇う事を勧められる。最年長でも15歳でしかない少年達を見て、とても雇う気にはなれないウィルであったが、翌朝には牧場に10名の少年達が志願してきた。牛や馬の面倒も見られない子供だと、あきらめさせようと荒馬を乗りこなす試験を課したのだが、少年達は必死でくらいついてきた。その意気込みを見たウィルは、今は亡き二人の息子を思い出し、カウボーイとして彼らを雇い、鍛え上げて連れて行くことに決める。
学校が休みになり、少年達はウィルの牧場へと集まった。学校仲間の10名のほかに、シマロン（A・マルティネス）と呼ばれる混血の少年も志願してきていた。試験では荒馬を見事に乗りこなし、ウィルもその腕前を認めるほどの少年だったが、集合初日から学校組の年長者で同じ年のスリム（ロバート・キャラダイン）と一悶着を起こしてしまう。ウィルは揉め事の元になると感じ、協調性のないシマロンを雇わずに追い出してしまう。
少年達が牛追いの訓練を受けている中、ワッツ（ブルース・ダーン）と名乗る男とその仲間の三人が仕事を手伝いたいとウィルを訪ねてくる。少年達よりも経験ありそうではあったが、ウィルは彼らの嘘を見破り、信用できない。と雇うのを断わる。
残りのクルーとして、なじみの白人のコックをあてにしていたウィルであったが、荷馬車に乗って現れたのは、ナイトリンガー（ロスコー・リー・ブラウン）という黒人だった。その歯に衣着せぬふてぶてしい言動は、ウィルにはむしろ頼もしく感じられ、彼を雇うこととする。
一通りの訓練も終え、家族に見送られて一行は出発する。一度は追い払われたものの、あきらめずに一行を追いかけ続けていたシマロンも、渡河中に流されて溺れかけたスリムを助け、皆と和解し仲間として迎え入れられる。
朝も夜も日曜もない予想以上の苛酷な旅に悲鳴をあげながらも、ウィルとナイトリンガーの厳しい指導の中、少年達は学校ではできない色々な体験を経て、たくましく成長していく。
いよいよベルフージュ到着まであと２・３日となったころ、仲間を増やしてこっそりと後をつけてきていたワッツ一味は、牛を強奪しようと行動を起こした。それを察したウィルは野営をして待ち構える。大人数で脅しをかけられながらも動じないウィルの態度に業を煮やしたワッツは、一対一の殴り合いで決着つけようとしたが、逆にウィルに叩きのめされてしまう。激昂したワッツはウィルを背後から撃ち、牛を奪っていった。
翌朝、ウィルは少年達が家に戻る事をナイトリンガーに託し、息を引き取る。だが、少年達は牛を取り返すことを決意し、銃を手に取った。少年達は作戦を立て、個別に牛泥棒を倒し、すりかわっていった。最後にナイトリンガーが囮になって一味をおびき寄せ、馬を暴走させて混乱を引き起こし、銃撃戦の末についに撃退してしまう。少年達は牛を取り戻してベルフーシュまで運びきり、見事に仕事を成し遂げた。
少年達はウィルを偲んで墓石を作り、故郷へと戻っていった。

## キャスト
| 役名                         | 俳優                     | 日本語吹替                         |
| 役名                         | 俳優                     | NETテレビ版                        |
| ---------------------------- | ------------------------ | ---------------------------------- |
| ウィル・アンダーセン         | ジョン・ウェイン         | 納谷悟朗                           |
| ジェベダイア・ナイトリンガー | ロスコー・リー・ブラウン | 島宇志夫                           |
| ロング・ヘア                 | ブルース・ダーン         | 堀勝之祐                           |
| アンス                       | スリム・ピケンズ         | 上田敏也                           |
| シマロン                     | A・マルティネス          | 古谷徹                             |
| ケイト                       | コリーン・デューハースト | 麻生美代子                         |
| 不明 その他                  |                          | 池田勝                             |
|                              |                          |                                    |
| 演出                         | 演出                     | 春日正伸                           |
| 翻訳                         | 翻訳                     | 山田小枝子                         |
| 効果                         |                          |                                    |
| 調整                         |                          |                                    |
| 制作                         | 制作                     | 日米通信社                         |
| 解説                         | 解説                     | 児玉清                             |
| 初回放送                     | 初回放送                 | 1977年4月2日・9日 『土曜映画劇場』 |

## スタッフ
- 監督・製作：マーク・ライデル
- 原作：ウィリアム・デール・ジェニングス
- 脚色：アーヴィング・ラヴェッチ、ハリエット・フランク Jr. 、ウィリアム・デール・ジェニングス
- 撮影：ロバート・サーティース
- 音楽：ジョン・ウィリアムズ
- 編集：ニール・トラヴィス